# 안덕중학교 (경북)
안덕중학교(安德中學校)는 대한민국 경상북도 청송군 안덕면 명당리에 있는 공립 중학교이다.

## 학교 연혁
- 1948년 10월 8일 : 안덕공립공업초급중학교 설립 인가(6학급)
- 1948년 12월 10일 : 안덕공립공업초급중학교 개교(신입생 2학급 152명 입학)
- 1949년 1월 31일 : 초대 김원옥 교장 취임
- 1950년 6월 1일 : 안덕공업중학교로 교명 변경
- 1951년 7월 19일 : 안덕공업중학교 제1회 졸업(졸업생 111명)
- 1951년 9월 1일 : 안덕중학교로 교명 변경
- 1971년 3월 25일 :  중학교 학급 증설 인가(18학급)
- 1972년 5월 30일 : 학생수용 변경으로 중학교 2학년 72명 현서중학교로 전출
- 1972년 12월 21일 : 안덕상업고등학교 병설 인가(3학급)
- 2003년 11월 18일 : 다목적교실 모란관 개관
- 2016년 2월 19일 : 고등학교 제41회(22명) 졸업, 졸업생 총 수 2,615명
- 2016년 3월 1일 : 적정규모학교육성정책에 따라 안덕고등학교 폐교
- 2023년 3월 1일 : 제29대 이성섭 교장 취임
- 2024년 1월 4일 : 제74회(9명) 졸업, 졸업생 총 수 7,483명
- 2024년 3월 4일 : 2024학년도 신입생 16명 입학

## 참고 자료
- 안덕중학교 - 한국교육학술정보원 학교알리미